# Los Dúo
| Đánh giá chuyên môn | Đánh giá chuyên môn |
| Nguồn đánh giá      | Nguồn đánh giá      |
| Nguồn               | Đánh giá            |
| ------------------- | ------------------- |
| AllMusic            | [ 2 ]               |

Los Dúo là album phòng thu của nam ca sĩ Juan Gabriel, phát hành vào ngày 10 tháng 2 năm 2015. Album bao gồm các bài hát được thể hiện bởi Gabriel và các nghệ sĩ khác.

## Diễn biến thương mại
Album ra mắt tại vị trí #25 trên bảng xếp hạng Billboard 200 và tại vị trí á quân bảng xếp hạng US Billboard Top Latin Albums với tổng doanh số đạt 22.000 bản trong tuần đầu phát hành (doanh số bán lẻ là khoảng 20.000 bản).

## Danh sách và thứ tự các bài hát
Tất cả các ca khúc được viết bởi Juan Gabriel.
| STT | Nhan đề                                                    | Thời lượng |
| --- | ---------------------------------------------------------- | ---------- |
| 1.  | "Querida (hát cùng với Juanes)"                            | 4:55       |
| 2.  | "Se Me Olvidó Otra Vez (hát cùng với Marco Antonio Solís)" | 3:16       |
| 3.  | "Hasta Que Te Conocí (hát cùng với Joy)"                   | 8:48       |
| 4.  | "La Diferencia (hát cùng với Vicente Fernández)"           | 3:31       |
| 5.  | "Si Quieres (hát cùng với Natalia Jiménez)"                | 5:41       |
| 6.  | "Así Fue (hát cùng với Isabel Pantoja)"                    | 6:32       |
| 7.  | "Dios Te Bendiga Mi Amor (hát cùng với David Bisbal)"      | 4:19       |
| 8.  | "Caray (hát cùng với Alejandra Guzmán)"                    | 4:05       |
| 9.  | "Siempre en Mi Mente (hát cùng với Espinoza Paz)"          | 3:57       |
| 10. | "Abrázame Muy Fuerte (hát cùng với Laura Pausini)"         | 6:01       |
| 11. | "Te Lo Pido Por Favor (hát cùng với Luis Fonsi)"           | 4:03       |
| 12. | "Verás (hát cùng với José María Napoleón)"                 | 4:25       |
| 13. | "Amor Es Amor (hát cùng với Antonio Orozco)"               | 4:10       |
| 14. | "Pero Que Necesidad (hát cùng với Emmanuel)"               | 5:42       |
| 15. | "Ya No Vivo Por Vivir (hát cùng với Natalia Lafourcade)"   | 6:14       |
| 16. | "Vienes o Voy (hát cùng với Fifth Harmony)"                | 3:37       |

| Bài hát thêm cho Phiên bản Cao cấp. | Bài hát thêm cho Phiên bản Cao cấp.     | Bài hát thêm cho Phiên bản Cao cấp. |
| STT                                 | Nhan đề                                 | Thời lượng                          |
| ----------------------------------- | --------------------------------------- | ----------------------------------- |
| 17.                                 | "Querida (hát cùng với Juanes) - Video" | 4:51                                |

Nguồn:

## Xếp hạng

### Xếp hạng tuần
| Bảng xếp hạng (2015)                                  | Vị trí cao nhất |
| ----------------------------------------------------- | --------------- |
| Mexico Albums (AMPROFON)                              | 1               |
| Album Hoa Kỳ Billboard 200                            | 25              |
| Album Hoa Kỳ Top Latin (Billboard)                    | 2               |
| Album Hoa Kỳ Latin Pop (Billboard)                    | 2               |
| Đã nhập bảng xếp hạng không hợp lệ BillboardSales\|19 |                 |

### Chứng nhận
| Quốc gia                                  | Chứng nhận        | Số đơn vị/doanh số chứng nhận |
| ----------------------------------------- | ----------------- | ----------------------------- |
| México (AMPROFON)                         | 2×                | 0^                            |
| Hoa Kỳ (RIAA)                             | Bạch kim (Latinh) | 60.000^                       |
| ^ Chứng nhận dựa theo doanh số nhập hàng. |                   |                               |

## Xếp hạng đĩa đơn
| Năm  | Đĩa đơn                | Vị trí cao nhất                |
| Năm  | Đĩa đơn                | US Billboard Latin Pop Airplay |
| ---- | ---------------------- | ------------------------------ |
| 2015 | "Querida" (với Juanes) | 25                             |